# Ettore Sanfelice
Ettore Sanfelice (Viadana, 1862 – Reggio Emilia, 1923) è stato un poeta, traduttore e drammaturgo italiano.

## Biografia
Nato a Viadana, nella provincia di Mantova, Sanfelice si laureò prima in Giurisprudenza e poi in Lettere all'Università di Bologna, con la tesi Le arti poetiche da Dante al Gravina. Svolse il lavoro di insegnante precario per tutta la vita, trasferendosi più volte in varie parti dell'Italia. Fu, oltre che un poeta, traduttore dalla lingua inglese. Tra le sue traduzioni principali sicuramente spiccano quelle dei 154 sonetti di William Shakespeare, del Prometeo liberato (1894, con prefazione di Giosuè Carducci) e dei Poemetti di Percy Bysshe Shelley, oltre ad alcune traduzioni di poesie di John Keats.
Attento alle questioni sociali, a Viadana contribuì allo sviluppo economico-sociale del paese natale, favorendo la creazione di cooperative di lavoro. Tra le sue opere poetiche si ricordano le raccolte di liriche Raggi ed ombre (1885) e Gru migranti: primo stuolo (1891), mentre in ambito teatrale i drammi Concordio (1888) e la raccolta Nuovi drammi (1899), che contiene le opere Stesicoro, La chimera, Il vaso di basilico e L'innamorata del sole.